# 洪洞关帝庙
洪洞关帝庙，位于山西省临汾市洪洞县城中心的大槐树镇常青四村关帝庙街，是中华人民共和国全国重点文物保护单位之一。

## 历史
洪洞关帝庙创建于元大德十年（1306年），明清多次增建修葺。

## 建筑
洪洞关帝庙坐北朝南，沿中轴线依次为关帝楼、戏台、献殿、大殿，两侧有钟鼓楼和配殿。
山门的春秋楼俗称关爷楼，建于明嘉靖十年（1531年），康熙四十九年（1710年）重修。高三层，平面方形，十字歇山顶，三重飞檐，辟有十字穿心门洞通行，为县城的标志性建筑。两旁为二层的钟鼓楼。

## 保护
2004年6月10日，洪洞关帝庙由山西省人民政府公布为山西省文物保护单位，编号4-116。
2013年3月5日，洪洞关帝庙由中华人民共和国国务院公布为第七批全国重点文物保护单位，编号7-0833-3-131。